# Banca Națională a Cambodgiei
Banca Națională a Cambodgiei (NBC), localizată în Phnom Penh, este banca centrală a Cambodgiei. Banca a fost stabilită în 1954, după ce Institutul de tipărire a bancnotelor „Indochina” a fost închis, iar Cambodgia a devenit independentă de Franța. Banca Națională a Cambodgiei mai este cunoscută ca „Banca roșie” sau „Banque Rouge”.